# L'Enrôlement des volontaires de 1792
L'Enrôlement des volontaires de 1792 est un tableau inachevé de  Thomas Couture. Il est exposé au musée départemental de l'Oise de Beauvais (Oise) avec de nombreux dessins et travaux préparatoires.

## Histoire
Le gouvernement de la Seconde République le commande en 1848 pour la salle des séances de l'Assemblée nationale à Paris. Mais en  1852 lors du Second Empire le tableau n'est pas apprécié par ce nouveau gouvernement qui le juge trop démagogique. Thomas Couture propose de faire des modifications, mais celles-ci ne sont pas acceptées. En 1950 le petit-neveu du peintre confie l'œuvre au musée du département. Elle ne sera exposée qu'en 1970. Après deux ans de grands travaux dans le musée départemental de l'Oise et une restauration du tableau, l'œuvre est à nouveau exposée en 2015 avec des études et dessins de l'auteur. 

## Compositions
La composition montre la levée de volontaires le 12 juillet 1792, le lendemain de la proclamation de « la patrie en danger » par l'Assemblée législative lors de la guerre franco-Autrichienne.
Thomas Couture veut faire ressortir dans son tableau l’enthousiasme d’un peuple qui se rassemble pour une même cause et ce quelle que soit la classe sociale. Au premier plan, les volontaires : soldat, noble, ouvrier, prêtre, canonniers, porte-drapeau. Au second plan, figurent ceux qui ne peuvent pas s’enrôler : magistrats, vieillards, femmes et enfants. Au dernier plan, à gauche une estrade où les volontaires viennent signer leurs engagements sous une bannière avec l’inscription « La Patrie est en danger ». Au centre de ce troisième plan deux allégories ailées tendent vers l’ennemi.
Sur l’un de ses croquis Couture avait prévu, une jeune femme couronnée de lauriers mais à la suite de la proclamation de l’empire, il a remplacé cette figure allégorique de la liberté par un drapeau français.
Couture propose une synthèse des courants artistiques de son époque tant par des détails idéalisés ou réalistes, tant classique que romantique.

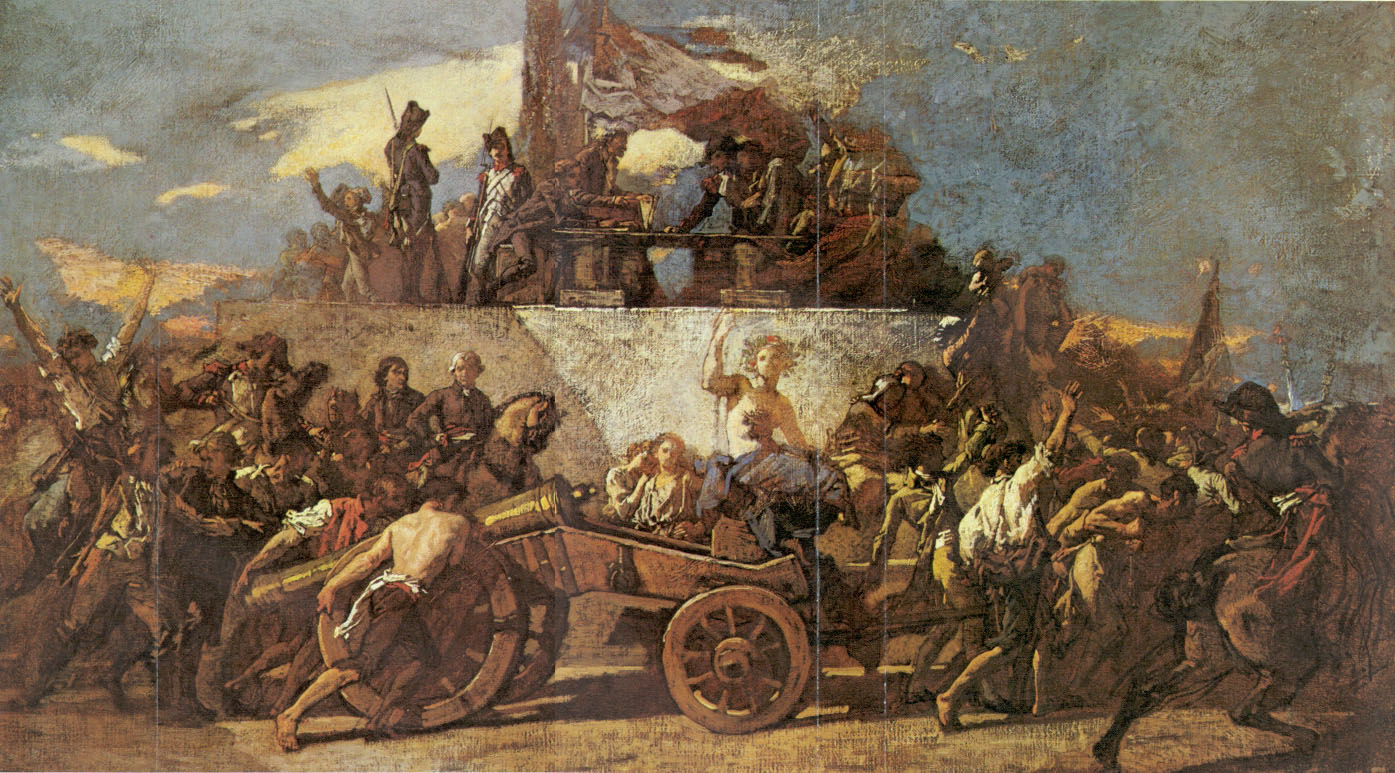
Premier projet.
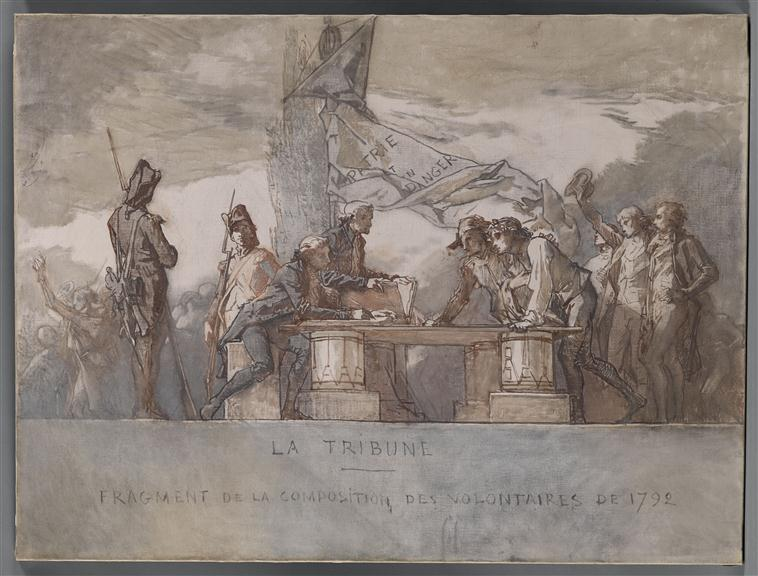
Étude de la tribune
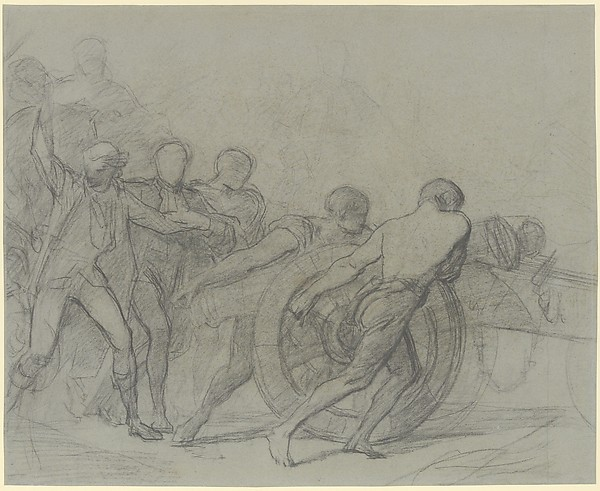
Dessin des canonniers.